# Iris histrio
Iris histrio är en irisväxtart som beskrevs av Heinrich Gustav Reichenbach. Iris histrio ingår i släktet irisar, och familjen irisväxter. Inga underarter finns listade i Catalogue of Life.

## Bildgalleri

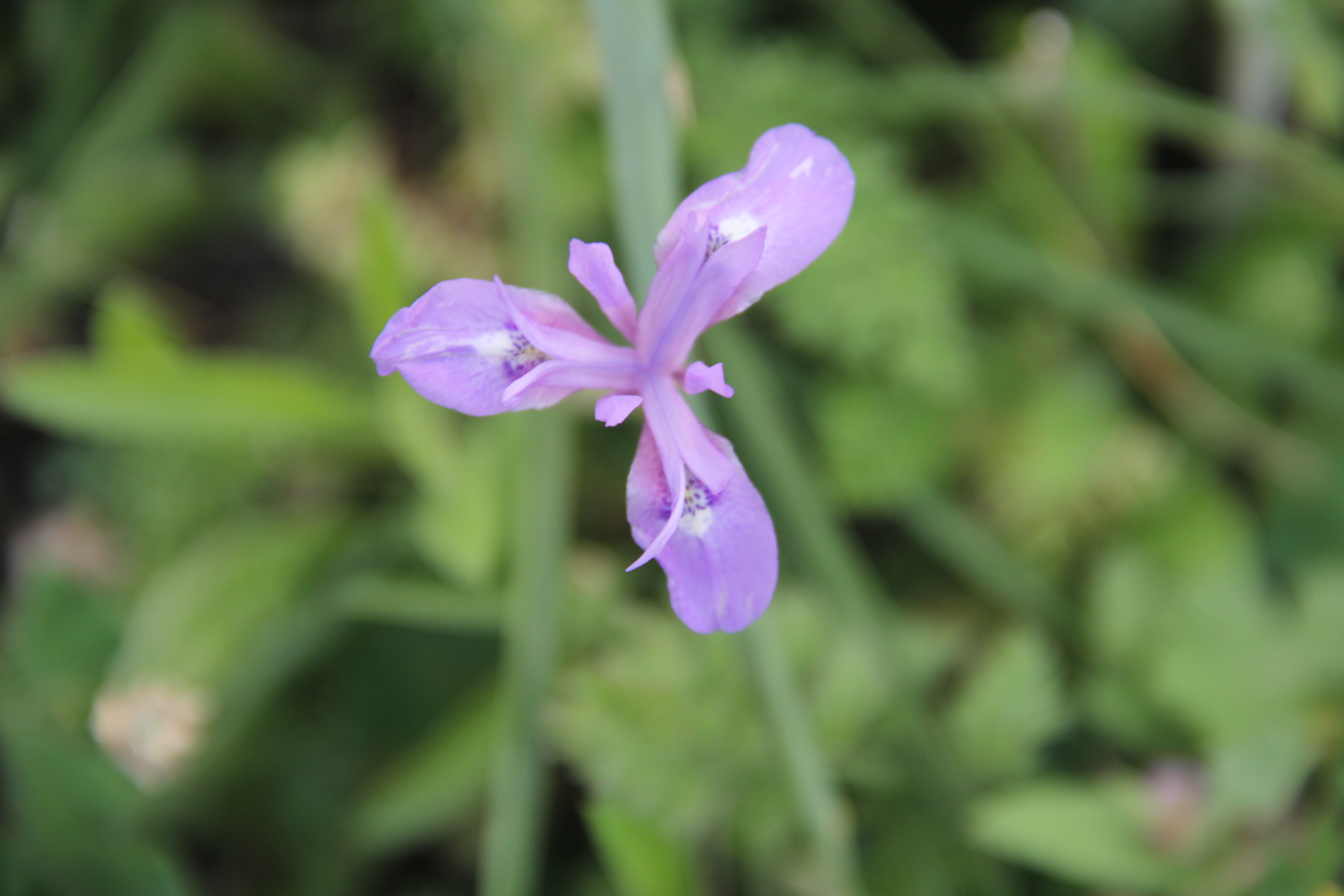
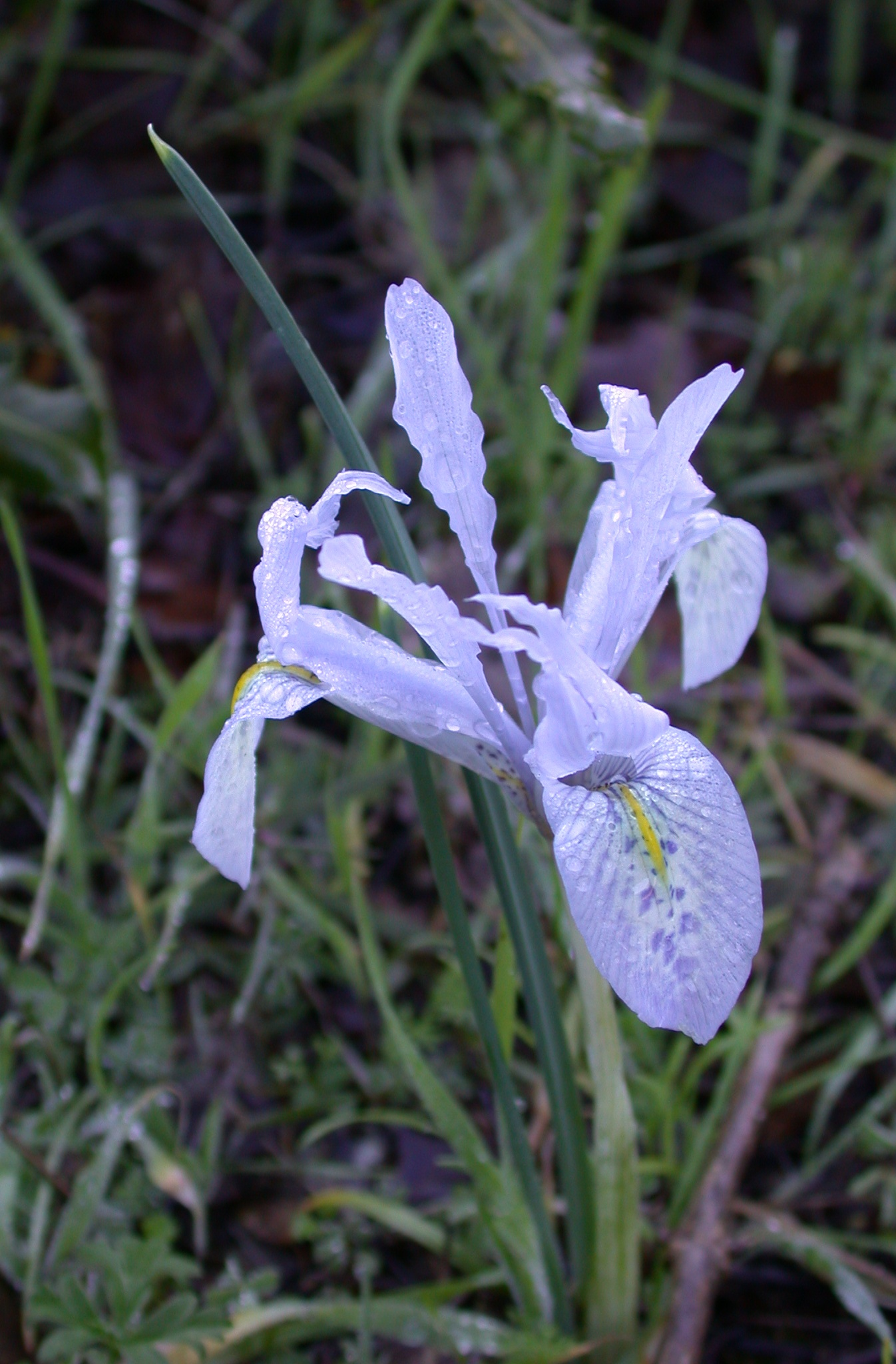
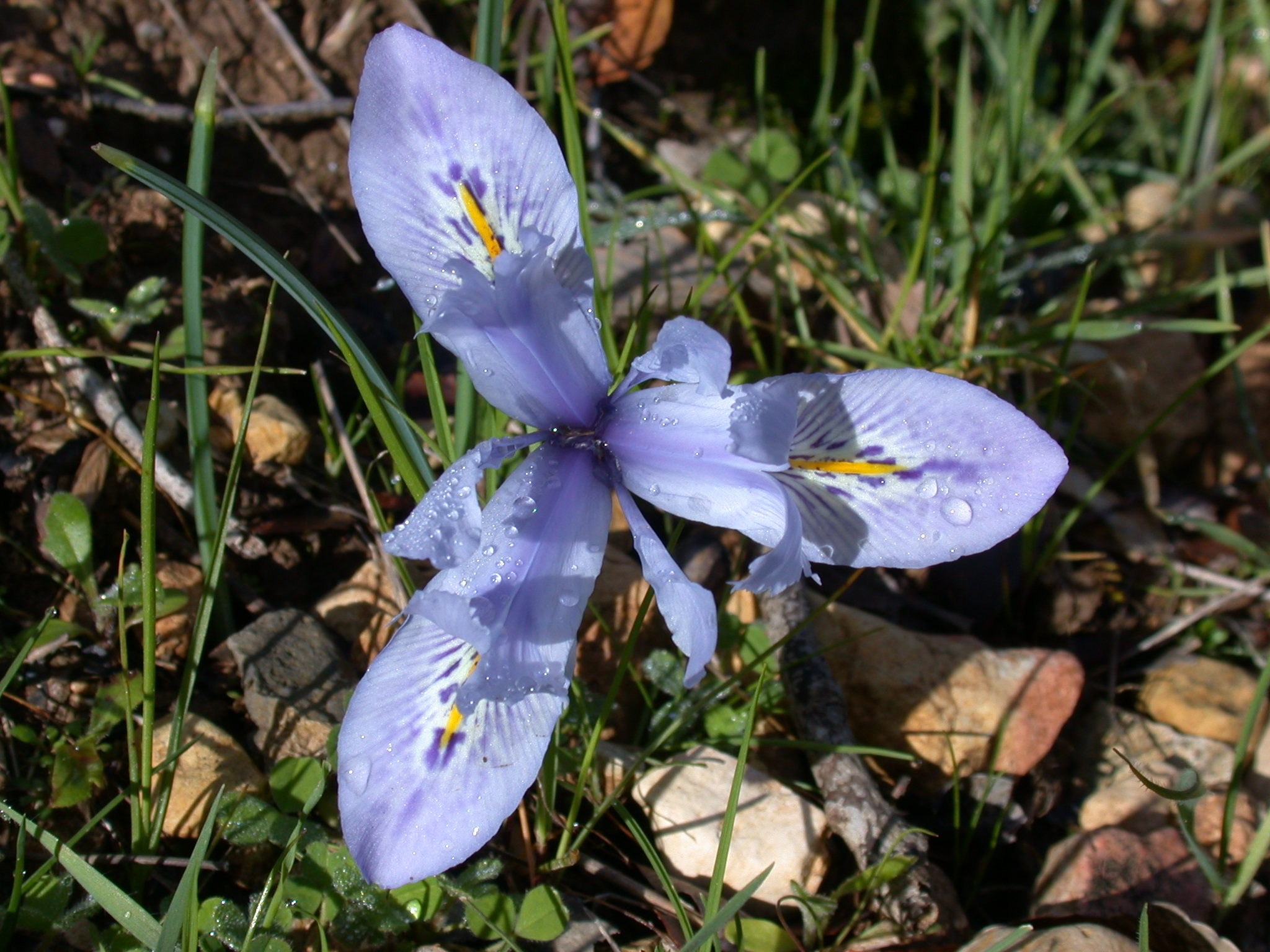
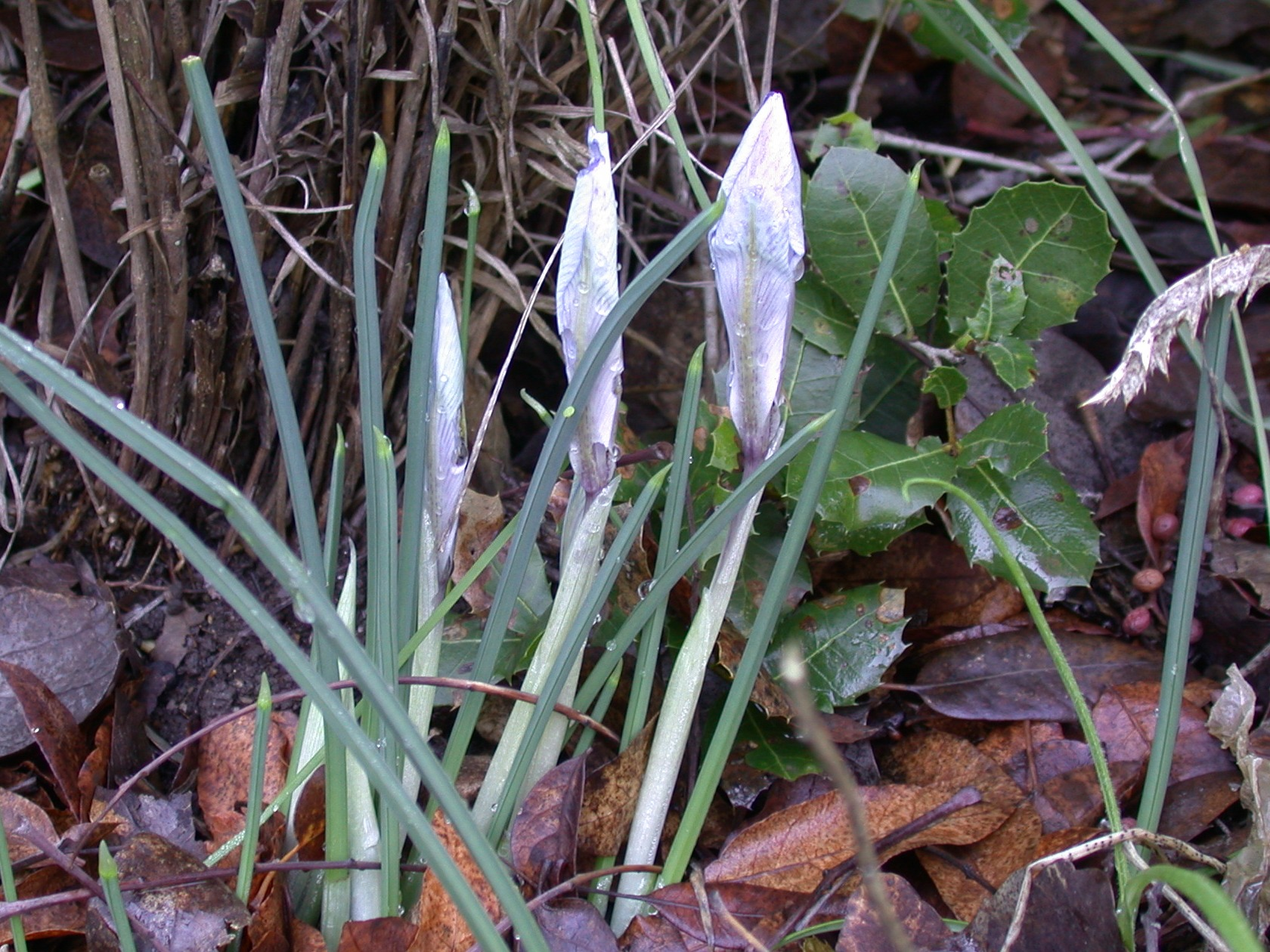